# 절강 장씨
절강 장씨(浙江張氏)는 절강성을 본관으로 하는 한국의 성씨이다.

## 역사
시조 장해빈(張海濱)은 한(漢)나라 공신 장량(張良, 기원전 189년)의 후손이라고 한다.
장해빈의 아버지는 장응화(張應華)로 명나라 태의감(太醫監)이고, 할아버지는 장충원(張忠源)으로 명나라 과거에 등제되어 명 나라 관청의 자사(刺史)였다. 증조부는 장맹경(張孟慶)으로 명나라 국자진사(國子進士)였다.
장해빈은 조선 선조 30년(1597년) 정유재란(丁酉再亂) 때 명나라 유격장군 오유충(吳惟忠)의 휘하 장수로 조선에 왔다가, 울산의 증성(甑城) 전투에서 유탄을 맞아 부상을 당하여 귀국하지 못하고 군위에 정착하여 살았다고 전한다. 후손들이 장해빈을 1세 조상으로 하고 고향인 절강을 본관으로 하였다. 2000년 인구는 3,300명이다.

## 참고 자료
- “북산서원(北山書院)”. 韓国学中央研究院.
- 金光林 (2014). “A Comparison of the Korean and Japanese Approaches to Foreign Family Names” (PDF). 《Journal of cultural interaction in East Asia》 (영어) (東アジア文化交渉学会). 23면. 2016년 3월 27일에 원본 문서 (PDF)에서 보존된 문서.